# Jenny Maakal
Jenny Maakal (Rayton, 2 agosto 1913 – Durban, 15 settembre 2002) è stata una nuotatrice sudafricana.
Specializzata nello stile libero ha vinto il bronzo nei 400 m ai Giochi olimpici di Los Angeles 1932; nella gara dei 100 m sl ha concluso invece in sesta posizione.

## Palmarès
- Olimpiadi
  - Los Angeles 1932: bronzo nei 400 m sl.